# Daniel Barrow
Pour les articles homonymes, voir Barrow.
Daniel Hubert Barrow, Jr. est un rameur américain né le 22 juillet 1909 à Yeadon (Pennsylvanie) et mort le 4 novembre 1993 à Harrisburg (Pennsylvanie).

## Biographie
Daniel Barrow participe à l'épreuve de skiff aux Jeux olympiques d'été de 1936 à Berlin. Après avoir passé les repêchages et terminé deuxième de sa demi-finale, il remporte la médaille de bronze olympique, se classant troisième d'une finale remportée par l'Allemand Gustav Schäfer.